# Aphoebantus latifrons
Aphoebantus latifrons är en tvåvingeart som beskrevs av Paramonov 1929. Aphoebantus latifrons ingår i släktet Aphoebantus och familjen svävflugor. Inga underarter finns listade i Catalogue of Life.